# Globe (Arizona)
Globe ist eine Kleinstadt im Gila County im US-Bundesstaat Arizona. Globe ist auch Sitz der County-Verwaltung (County Seat) des Countys.  Das U.S. Census Bureau hat bei der Volkszählung 2020 eine Einwohnerzahl von 7.249 auf einer Fläche von 46,7 km² ermittelt. Die Bevölkerungsdichte lag bei 155 Einwohnern je km². Der Ort liegt auf einer Höhe von 1080 m. ü. NN im Gila-Becken unterhalb des Mogollon Rims. Der Ort wird durch den U.S. Highway 60 erschlossen.

## Geschichte
Globe wurde im Jahr 1876 gegründet. 1976 wurde der Marskrater Globe nach der Kleinstadt benannt.

## Sport
Eine der wichtigsten Sportarten in der Region ist American Football. Der Kampf um die Copper Kettle ist die Rivalität der Globe Tigers gegen die Miami Vandals.

## Söhne und Töchter der Stadt
- Helen Jacobs (1908–1997), Tennisspielerin
- Rose Mofford (1922–2016), Politikerin, Gouverneurin des Bundesstaates Arizona
- Lee Frost (1935–2007), Filmregisseur, Drehbuchautor, Kameramann, Schauspieler, Filmproduzent und Filmeditor
- George Kempf (1944–2002), Mathematiker
- Louie Espinoza (* 1962), Boxer